# أبو هريرة (الرقة)
أبو هريرة قرية سورية تتبع ناحية المنصورة في منطقة الثورة في محافظة الرقة. بلغ عدد سكانها 302 نسمة في عام 2004 حسب إحصاء المكتب المركزي للإحصاء.